# Yonghe (köping i Kina, Sichuan, lat 29,26, long 103,09)
Yonghe (kinesiska: 永和镇, 永和) är en köping i Kina. Den ligger i provinsen Sichuan, i den sydvästra delen av landet, omkring 180 kilometer sydväst om provinshuvudstaden Chengdu. Antalet invånare är 19 205. Befolkningen består av 9 184 kvinnor och 10 021 män. Barn under 15 år utgör 14,0 %, vuxna 15-64 år 75 %, och äldre över 65 år 9,0 %.
Genomsnittlig årsnederbörd är 1 487 millimeter. Den regnigaste månaden är juli, med i genomsnitt 349 mm nederbörd, och den torraste är december, med 12 mm nederbörd.